# 2015년 칸 영화제
제68회 칸 영화제는 2015년 5월 13일부터 24일까지 개최되었다. 코언 형제가 경쟁부문 심사위원장을 맡았는데, 심사위원장을 두 사람이 맡는 것은 이번이 처음이다. 프랑스의 배우 랑베르 윌슨이 개막식과 폐막식을 진행하였다.

## 심사위원

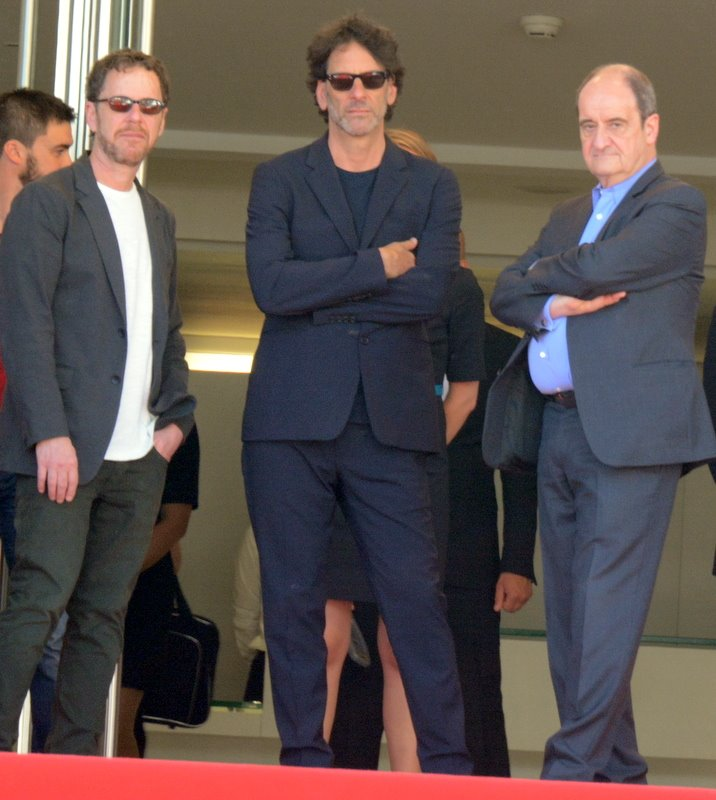
주요부문 심사위원장 이선과 조엘 코언, 위원장 피에르 르스퀴르.

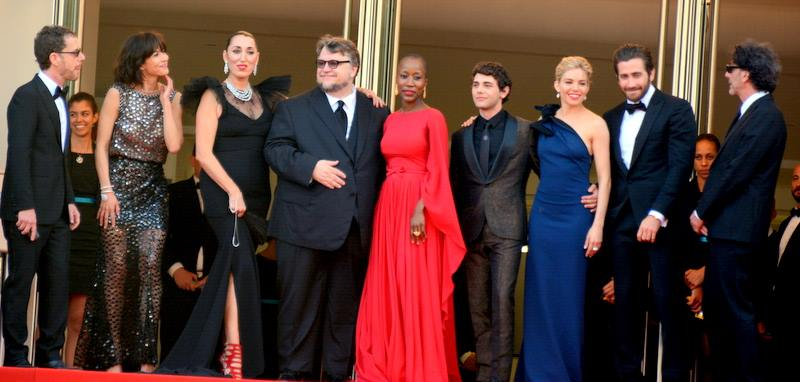
주요부문 심사위원들.

### 주요부문
- 조엘 코언과 이선 코언, 미국의 영화 감독 (위원장)
- 로시 데 팔마, 스페인의 배우
- 소피 마르소, 프랑스의 배우, 영화 감독
- 시에나 밀러, 영국의 배우
- 로키아 트라오레, 말리의 싱어송라이터, 작곡가
- 기예르모 델 토로, 멕시코의 영화 감독
- 자비에 돌란, 캐나다의 영화 감독, 배우
- 제이크 질런홀, 미국의 배우

### 주목할 만한 시선
- 이사벨라 로셀리니, 미국의 배우 (위원장)
- 하이파 알만수르, 사우디아라비아의 영화 감독
- 나딘 라바키, 레바논의 영화 감독, 배우
- 파노스 H. 코트라스, 그리스의 영화 감독
- 타하르 라힘, 프랑스의 배우

## 수상

### 공식부문
경쟁부문
- 황금종려상 - 《디판》 자크 오디아르

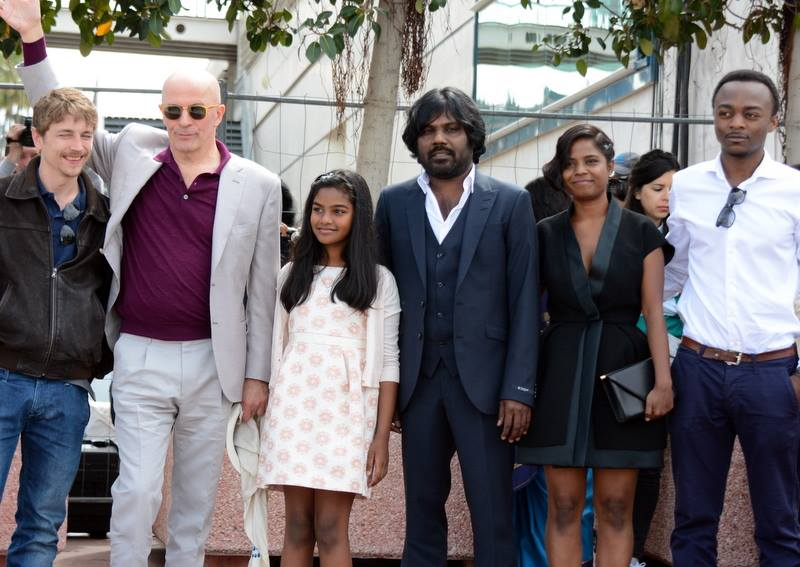
황금종려상을 수상한 《디판》의 감독과 배우들

- 그랑프리 - 《사울의 아들》 네메시 옐레시 라슬로
- 감독상 - 허우샤오셴 《자객 섭은낭》
- 각본상 - 미셸 프랑코 《크로닉》
- 여자배우상
  - 루니 마라 《캐롤》
  - 에마뉘엘 베르코 《몽 로이》
- 남자배우상 - 뱅상 랭동 《아버지의 초상》
- 심사위원상 - 《더 랍스터》 요르고스 란티모스

주목할 만한 시선
- 주목할 만한 시선상 - 《램스》 그리무르 하코나르손
- 주목할 만한 시선 심사위원상 - 《하이 썬》 달리보르 마타니치
- 주목할 만한 시선 감독상 - 쿠로사와 키요시 《해안가로의 여행》

### 특별상
- 명예 황금종려상[2] - 아녜스 바르다